# Undici Cesari
Le immagini a mezzobusto degli Undici Cesari erano state dipinte da Tiziano Vecellio per Federico II Gonzaga e furono collocate in un'apposita sala progettata da Giulio Romano all'interno del Palazzo Ducale di Mantova.

## Soggetto
I busti degli undici Cesari è un insieme di opere ispirato alle Vite dei Cesari di Svetonio, in cui compaiono le biografie di undici imperatori, dal primo (Augusto), all'undicesimo (Domiziano), precedute dalla biografia del primo Cesare, Gaio Giulio.
I busti dei Cesari furono una delle opere più celebri del maestro di Pieve di Cadore e furono copiate anche da artisti famosi come Bernardino Campi, Giovan Paolo Lomazzo e forse Annibale Carracci.

## Collocazione
Tra il 1627 e il 1628 i dipinti furono venduti da Vincenzo II Gonzaga a Carlo I d'Inghilterra per poi passare nelle collezioni dei Re di Spagna, dove andarono perduti nell'incendio dell'Alcázar a Madrid.